# 호수의 귀부인

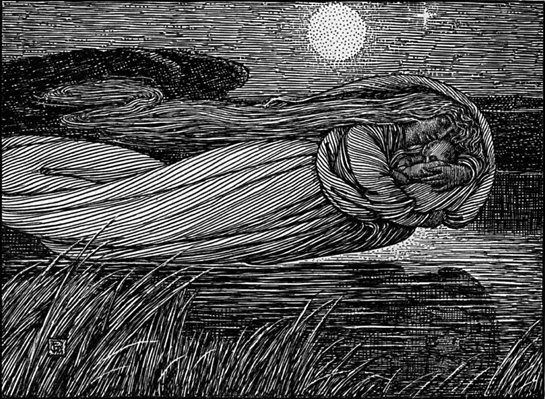

호수의 부인(Lady of the Lake)은 아서왕 신화에 나오는 일련의 캐릭터를 지칭한다.

## 여러 호수의 부인들
호수의 부인, 호수의 여신이라고 불리는 인물은 여러명이다. 그들을 모두 하나로 보기도 하고, 별개의 인물로 보기도 한다.

### 비비안
비비안은 프랑스의 귀부인으로 란슬롯을 거두어 기른 것이 바로 그녀이다.

### 니뮤에
니뮤에는 영국의 부인으로 니네브, 니니안, 니미안이라고도 한다. 보통은 멀린을 유혹해서 가둔 것이 바로 그녀라고 한다.
하지만 일부는 비비안으로 보기도 한다.

## 같이 보기
- 그렌델의 어미